# Osservatorio Maria Mitchell

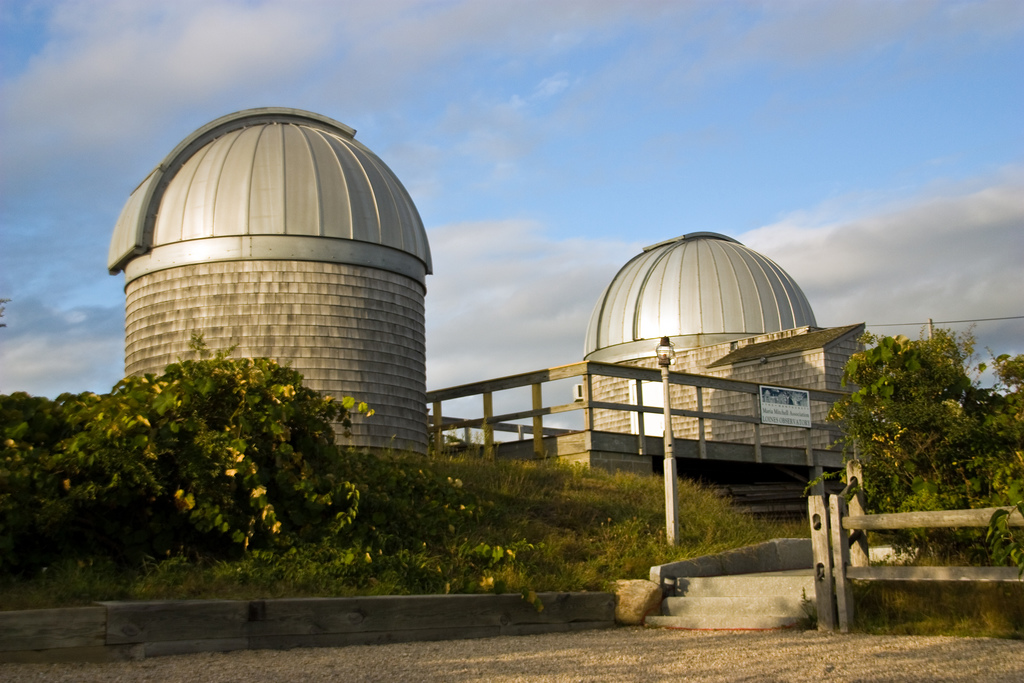
Il Loines Observatory dell'Associazione Maria Mitchell.

L'osservatorio Maria Mitchell si trova a Nantucket, nel Massachusetts (USA), è stato fondato nel 1908 e così chiamato in onore di Maria Mitchell, la prima donna astronoma americana.  L'osservatorio è di proprietà della Maria Mitchell Association e attualmente consiste in due siti: l'osservatorio principale (Maria Mitchell Observatory) si trova vicino al centro città di Nantucket e il Loines Observatory si trova a circa un chilometro ad ovest della città. Presso l'osservatorio viene conservata una preziosa collezione di più di 8000 lastre fotografiche a grande campo (13° x 16°) ottenute dal 1913 al 1995.
L'osservatorio ha dei vasti programmi di divulgazione pubblica e di ricerca. Per più di 50 anni l'osservatorio ha offerto degli stage estivi di ricerca per studenti laureandi in astronomia ed astrofisica, finanziati dalla National Science Foundation. L'importanza del suo lavoro è stata riconosciuta nel 2009 del Presidential Award for Excellence in Science, Mathematics, and Engineering Mentoring, conferito dal presidente Barack Obama all'Associazione Maria Mitchell.

I due osservatori consistono in tre telescopi, ciascuno alloggiato all'interno di una cupola. La sede di Vestal street ospita uffici di ricerca e il telescopio da 0,43 m di diametro Dall-Kirkham. Questo telescopio è stato installato nel 2008, dopo il completamento del Loines Observatory. Il Loines Observatory ospita lo storico rifrattore Alvan Clark da 19 cm di diametro, che viene utilizzato per l'osservazione pubblica. Presso la stessa sede si trova anche il più maggiore telescopio riflettore Ritchey-Chrétien da 61 cm, installato nel 2006, che è stato reso accessibile per le visite pubbliche. I due telescopi più grandi vengono anche utilizzati durante tutto l'anno per la ricerca scientifica.

## Staff
Regina Jorgenson è divenuta direttore dell'osservatorio Maria Mitchell nel gennaio del 2016. Ha ottenuto il suo PhD in fisica presso l'Università della California a San Diego, con una tesi sulle condizioni fisiche nei sistemi Lyman-alpha smorzati. Prima di diventare direttore del Maria Mitchell, la Jorgenson ha ricoperto le seguenti posizioni: ricercatrice presso l'Istituto di Astronomia dell'Università di Cambridge (2008-2011), ricercatrice presso l'Institute for Astronomy (IfA) dell'Università delle Hawaii a Manoa (2011-2014) e Visiting Professor presso la Willamette University in Oregon (2014-2015). Nel 2014 ha pubblicato assieme ad altri coautori una stima dell'abbondanza primordiale di deuterio.
I precedenti direttori dell'Osservatorio Maria Mitchell sono stati:
- Margaret Harwood (1912-1957)
- Dorrit Hoffleit (1957-1978)
- Emilia Belserene (1978-1991)
- Eileen Friel (1991-1996)
- Vladimir Strelnitski (1997-2013)
- Michael West (2013-2015)

L'astronomo Gary Walker è l'ingegnere che si occupa dei telescopi dell'osservatorio. Ingegnere aeronautico di formazione, ha speso più di 30 anni della sua vita ad osservare, costruire telescopi ed osservatori, fotografare il cielo, ed effettuare misure fotometriche di stelle variabili con camere CCD. È stato presidente dell'American Association of Variable Star Observers (AAVSO) e attualmente ricopre l'incarico di segretario dell'organizzazione.